# Санта-Мария-ду-Каштелу-и-Сан-Мигел
Санта-Мария-ду-Каште́лу-и-Сан-Миге́л (порт. Santa Maria do Castelo e São Miguel)  —  район (фрегезия) в Португалии,  входит в округ Лиссабон. Является составной частью муниципалитета Торриш-Ведраш. По старому административному делению входил в провинцию Эштремадура. Входит в экономико-статистический  субрегион Оэште, который входит в Центральный регион. Население составляет 5061 человек на 2001 год. Занимает площадь 17,73 км².